# オプロ
株式会社オプロ（オプロ、OPRO Co., Ltd.）は、日本のソフトウェア企業。クラウド帳票や電子申請など、業務プロセスの効率化を支援するSaaS型サービスを展開している。2024年8月に東京証券取引所グロース市場へ上場した。

## 概要
オプロは、企業の帳票出力や電子申請、サブスクリプション型の契約・請求管理などを対象としたSaaSソリューションを開発・提供している。主にSalesforceなどのCRM/SFAとの連携を前提とした業務のデジタル化を支援するサービス群を展開。
2023年11月期の売上高は16億1820万円で、そのうちクラウドサービスによる売上が94.3%を占めるなど、SaaS事業を主軸とした収益構造となっている。

## 沿革
- 1993年6月 - 有限会社里見企画事務所として設立。
- 1997年 - 株式会社エスピーオーを設立し、旧法人を吸収合併。
- 1998年 - 日本オプロ株式会社に商号変更。
- 2003年 - 帳票ソフトウェア「OPRO X Server」提供開始。
- 2007年 - クラウド帳票サービス「oproarts」提供開始。
- 2019年 - 株式会社オプロに社名変更。東京都中央区京橋に本社移転。
- 2020年 - 電子申請サービス「カミレス」提供開始。
- 2022年 - クラウド帳票サービス「帳票DX」および「帳票DXモバイルエントリー」提供開始。
- 2023年 - モノのサブスク管理サービス「モノスク」や、SmartHR・SAP向け帳票サービスを展開。
- 2024年8月 - 東京証券取引所グロース市場に上場。

## 主なサービス
オプロの提供する主要なサービスは以下のとおりである。
- 帳票DX - クラウド環境で帳票を設計・生成・出力できるサービス。
- カミレス - 金融機関や自治体向けの電子申請ソリューション。
- ソアスク - サブスクリプション型ビジネスの契約・請求管理を支援。
- モノスク - 有形商材を扱う企業向けのサブスク販売管理ソリューション。

## 拠点
- 本社：東京都中央区京橋
- 大阪オフィス：大阪府大阪市北区

## 加盟団体
- 一般社団法人 金融データ活用推進協会（FUDA）[4]
- デジタルインボイス推進協議会（EIPA）[5]
- 特定非営利活動法人金融IT協会（FITA）[6]